# بابی ورنون
بابی ورنون (انگلیسی: Bobby Vernon) هنرپیشه اهل کشور ایالات متحده آمریکا بود. وی در تاریخ ۹ مارس ۱۸۹۸ در شهر شیکاگو زاده شد و در تاریخ ۲۸ ژوئن ۱۹۳۹ در شهر هالیوود، لس‌آنجلس درگذشت. این هنرمند در فیلم‌های صامت آمریکایی که کمدی بودند بازی می‌کرد.
از فیلم‌هایی که وی در آن نقش داشته‌است، می‌توان به بازیگران مشتاق و سقوط چاقالوی بی‌وفا اشاره کرد.